# Limnophyes montanus
Limnophyes montanus är en tvåvingeart som beskrevs av Maurice Emile Marie Goetghebuer 1932. Limnophyes montanus ingår i släktet Limnophyes och familjen fjädermyggor.
Artens utbredningsområde är Belgien. Inga underarter finns listade i Catalogue of Life.